# Помпеја (филм из 2014)
Помпеја (енгл. Pompeii) је амерички љубавни авантуристичко-акциони филм  из 2014. године, заснован на катастрофалној ерупцији вулкана Везув из 79. године нове ере, у којој је уништен град Римског царства, Помпеја, и када су поред њега такође у ерупцији нестали градови Херкуланум и Стабија. Режију потписује Пол Андерсон, док су у главним улогама Кит Харингтон и Емили Браунинг.
Филм представља резултат међународне копродукцијске сарадње између САД-а, Немачке и Канаде, премијерно је реализован 19. фебраура 2014. године у Француској, Белгији и Русији, а током наредног дана објављен је и у Аргентини, Грчкој, Мађарској и Италији, док је премијера филма у САД-у и Канади одржана 21. фебруара исте године.
Добио је претежно помешане и не тако добре критике, критичари са сајта Ротен Томејтоуз су му доделили врло низак проценат од 27%, док је од стране публике за нијансу боље оцењен и има проценат од 34%. Као високобуџетни филм очекивано је да и зарада од филма буде пристојна, што се није остварило, те је са укупном зарадом од 117,8 милиона $ једва успео да покрије продукцијски буџет чија се вредност процењује на између 80 и 100 милиона $.

## Радња
Радња филма смештена је у 79 годину н.е, где један роб (Мајло) постаје гладијатор у арени, који и поред сопствене борбе за живот, постане приморан да се бори против времена како би спасао своју једину љубав. Касија је кћерка богатог трговца, која је приморана да се уда за корумпираног римског сенатора, јер само на тај начин може спасти своју породицу. Када се планина Везув пробуди под бујицом кључале лаве, Мајло мора да пронађе начин да побегне из арене и заштити Касију, док се величанствени град Помпеја око њега руши...

## Улоге
| Глумац                | Улога             |
| --------------------- | ----------------- |
| Кит Харингтон         | Мајло             |
| Емили Браунинг        | Касија            |
| Кари-Ен Мос           | Аурелија          |
| Адевале Акинуе-Агбаџе | Атикус            |
| Џесика Лукас          | Аријадне          |
| Кифер Садерланд       | Сенатор Корвус    |
| Џаред Харис           | Север             |
| Далмар Абузид         | Феликс            |
| Дилан Шомбинг         | Мајло (као дечак) |
| Саша Руиз             | Прокул            |
| Ребека Еди            | Мајлова мајка     |